# Atkinson (Nebraska)
Atkinson è un comune degli Stati Uniti d'America, situato in Nebraska, nella contea di Holt.